# Axinophilus thyasirae
Axinophilus thyasirae is een eenoogkreeftjessoort. De wetenschappelijke naam van de soort is voor het eerst geldig gepubliceerd in 1966 door Bresciani & Ockelmann.